# Idris oobius
Idris oobius är en stekelart som beskrevs av Mikhail Vasilievich Kozlov och Lê 1987. Idris oobius ingår i släktet Idris och familjen Scelionidae. Inga underarter finns listade i Catalogue of Life.